# Раджанат Себу
Раджанат Себу (1200—1565) — доіспанське наднаціональне державне утворення на острові Себу (у Філіппінах). Після зникнення раджанату на його місці було засновано місто Себу.

## Епізодичні відомості
Раджанат Себу — історична філіппінська країна, існувала на острові Себу в доіспанський час. Засновником вважається Шрі-Лумей (Шрі Лумай — відомий також як Раджамуда Лумая) — принц династії Чола, котрий відмовився зайняти Суматру. Шрі Лумай був посланий магараджами, аби створити базу для експедиційних сил — для підкорення місцевих державних утворень. Одначе він повстав та створив власний незалежний Раджанат. Державне утворення воювало з Султанатом Магінданао та було у союзі з Раджанатом Бутуан і царством Кутай (Східний Калімантан). Зазнав ослаблення після повстання Лапу-Лапу 1521 року.
Сусідив з Маджа-ас.

## Колонізація
Раджанат був ліквідований під час правління Раджі Тупаса силами конкістадора Мігеля Лопеса де Легаспі у битві при Себу 1565 року.